# Porcellio studienstiftius
Porcellio studienstiftius är en kräftdjursart som beskrevs av Berndt Hoese 1985. Porcellio studienstiftius ingår i släktet Porcellio och familjen Porcellionidae. Inga underarter finns listade i Catalogue of Life.